# Leucothea grandiformis
Leucothea grandiformis är en kammanetart som beskrevs av Agassiz och Mayer 1902. Leucothea grandiformis ingår i släktet Leucothea och familjen Leucotheidae. Inga underarter finns listade i Catalogue of Life.